# Wilhelm Hanstein
Wilhelm Hanstein (3 d'agost de 1811, Berlín – 14 d'octubre de 1850, Magdeburg), fou un jugador i escriptor d'escacs alemany.
En Hanstein, que era funcionari de professió, fou un dels membres del grup Plèiades de Berlín. Va contribuir a fundar la publicació d'escacs alemanya Berliner Schachzeitung, que després esdevindria la Deutsche Schachzeitung.

## Resultats destacats en competició
El 1842, guanyà un matx contra Carl Jaenisch (+4 −1 =1). El 1847, guanyà un matx contra Karl Mayet (+12 −5 =1).